# 三十二梁镇
三十二梁镇，原为石垭乡，是中华人民共和国四川省巴中市平昌县下辖的一个乡镇级行政单位。2020年5月，撤销石垭乡，设立三十二梁镇，将原石垭乡和云台镇龙尾社区、中嘴村、胜利村6至7组所属行政区域划归三十二梁镇管辖。

## 行政区划
三十二梁镇下辖以下地区：
乐锣村、来风村、向阳村、迎风村、大营村、黄葛村、后河村、柳林村、双峰村、长林村、炮台村和石板垭村。